# Rester la même
Pour la chanson tirée de l'album, voir Rester la même (chanson).
Albums de Lorie
Best of
(2005) Live Tour 2006
(2006)
Singles
1. Rester la même
Sortie : 5 décembre 2005
2. SOS
Sortie : 27 février 2006
3. Parti pour zouker
Sortie : 26 mai 2006
4. Fashion Victim
Sortie : 23 octobre 2006

Rester la même est le quatrième album studio de la chanteuse française Lorie, sorti le 31 octobre 2005.
L'album s'est classé numéro 1 des ventes en France la semaine de sa sortie. Il a été certifié disque de platine pour plus de 300 000 exemplaires vendus en France. Il s'en est vendu plus de 465 000 exemplaires en France, Belgique et Suisse.
La tournée basée sur cet album est le Live Tour 2006.

## Informations diverses
- Une version collector est sortie le même jour que la version simple. Celle-ci contient, en plus de la version simple, un album photo.
- Un coffret 2CD comprenant l'album Rester la même et l'album Attitudes est sortie le 24 novembre 2005. Cette version s'est classée 176e du top album français[3].
- La tournée basée sur cet album est le Live Tour 2006. Celle-ci a débuté le 28 janvier 2006 et s'est terminée le 15 avril 2006.

## Liste des pistes
| #   | Titre                                                                                       | Durée |
| --- | ------------------------------------------------------------------------------------------- | ----- |
| 1.  | Rester la même Auteur(s)/compositeur(s) : Héloïse Monteiro, Laura Marciano, Johnny Williams | 3:40  |
| 2.  | Mille et une nuits Auteur(s)/compositeur(s) : Thierry Sforza, Johnny Williams               | 5:01  |
| 3.  | Un amour XXL Auteur(s)/compositeur(s) : Johnny Williams                                     | 3:10  |
| 4.  | SOS Auteur(s)/compositeur(s) : Johnny Williams                                              | 5:18  |
| 5.  | Game over Auteur(s)/compositeur(s) : Benoît Heinrich, P. Legay                              | 3:10  |
| 6.  | Fashion victim' Auteur(s)/compositeur(s) : Pierre Billon, Johnny Williams                   | 4:22  |
| 7.  | Ange et démon Auteur(s)/compositeur(s) : Magali Ripoll                                      | 4:30  |
| 8.  | Parti pour zouker Auteur(s)/compositeur(s) : Johnny Williams                                | 5:10  |
| 9.  | Parle lui Auteur(s)/compositeur(s) : Benoît Heinrich, P. Legay                              | 3:45  |
| 10. | Santiago de Cuba Auteur(s)/compositeur(s) : Lorie, Johnny Williams                          | 4:00  |
| 11. | Pas comme les autres Auteur(s)/compositeur(s) : Lorie, Johnny Williams                      | 4:28  |
| 12. | Peur de l'amour Auteur(s)/compositeur(s) : Magalie Ripol                                    | 4:40  |
| 13. | Je fonce Auteur(s)/compositeur(s) : Pierre Billon, Johnny Williams                          | 4:32  |
| 14. | On chante Auteur(s)/compositeur(s) : Johnny Williams                                        | 4:24  |
| 15. | Quand tu danses [Remix R&B] Auteur(s)/compositeur(s) : Lorie, Johnny Williams               | 4:10  |
| 16. | Un signe du destin Auteur(s)/compositeur(s) : Lorie, Johnny Williams, Michaël Lapie         | 3:22  |
| 17. | Si demain... Auteur(s)/compositeur(s) : Lorie, Benoît Heinrich, Johnny Williams             | 5:24  |

## Certifications
| Pays   | Certification | Date de certification | Ventes certifiées |
| ------ | ------------- | --------------------- | ----------------- |
| France | Platine       | 1er décembre 2005     | 300 000           |

## Classement des ventes
| Classement hebdomadaire |                    |
| Pays                    | Meilleure position |
| France                  | 1                  |
| France (Téléchargement) | 7                  |
| Suisse                  | 36                 |
| Belgique (Fr)           | 7                  |

| Classement annuel |            |
| Pays              | Position   |
| France            | 24 (2005)  |
| France            | 163 (2006) |
| Belgique (Fr)     | 39 (2005)  |